# Jaume I Gattiluso
Jaume I Gattiluso va succeir al seu pare Francesc II Gattiluso a la seva mort el 26 d'octubre de 1410 en la senyoria de Lesbos i altres illes.
El 1416 va organitzar una expedició contra l'emir d'Esmira en col·laboració amb els Giustiniani de Quios.
Va morir el 1428 i no va deixar fills de la seva dona genovesa, Valentina Dòria, recaient la successió en son germà Dorino I Gattiluso.